# Martin Persson Nilsson

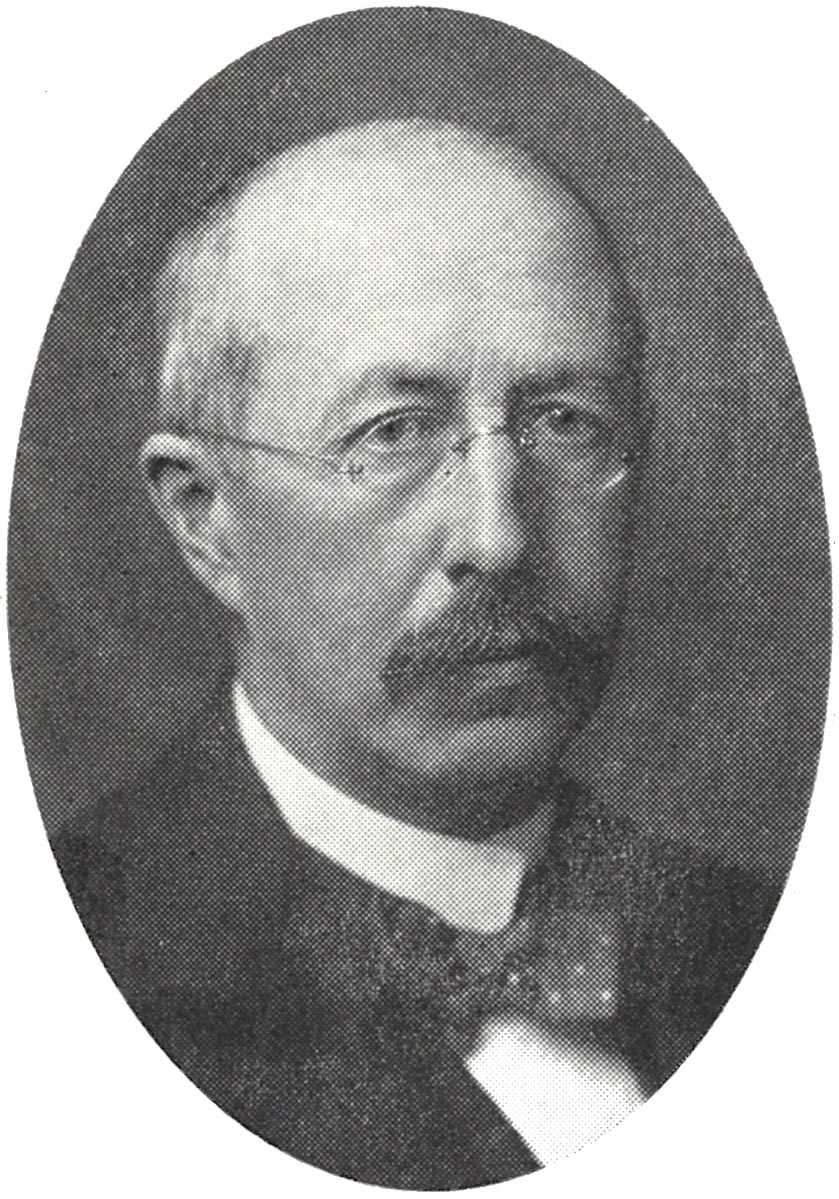
Martin Persson Nilsson

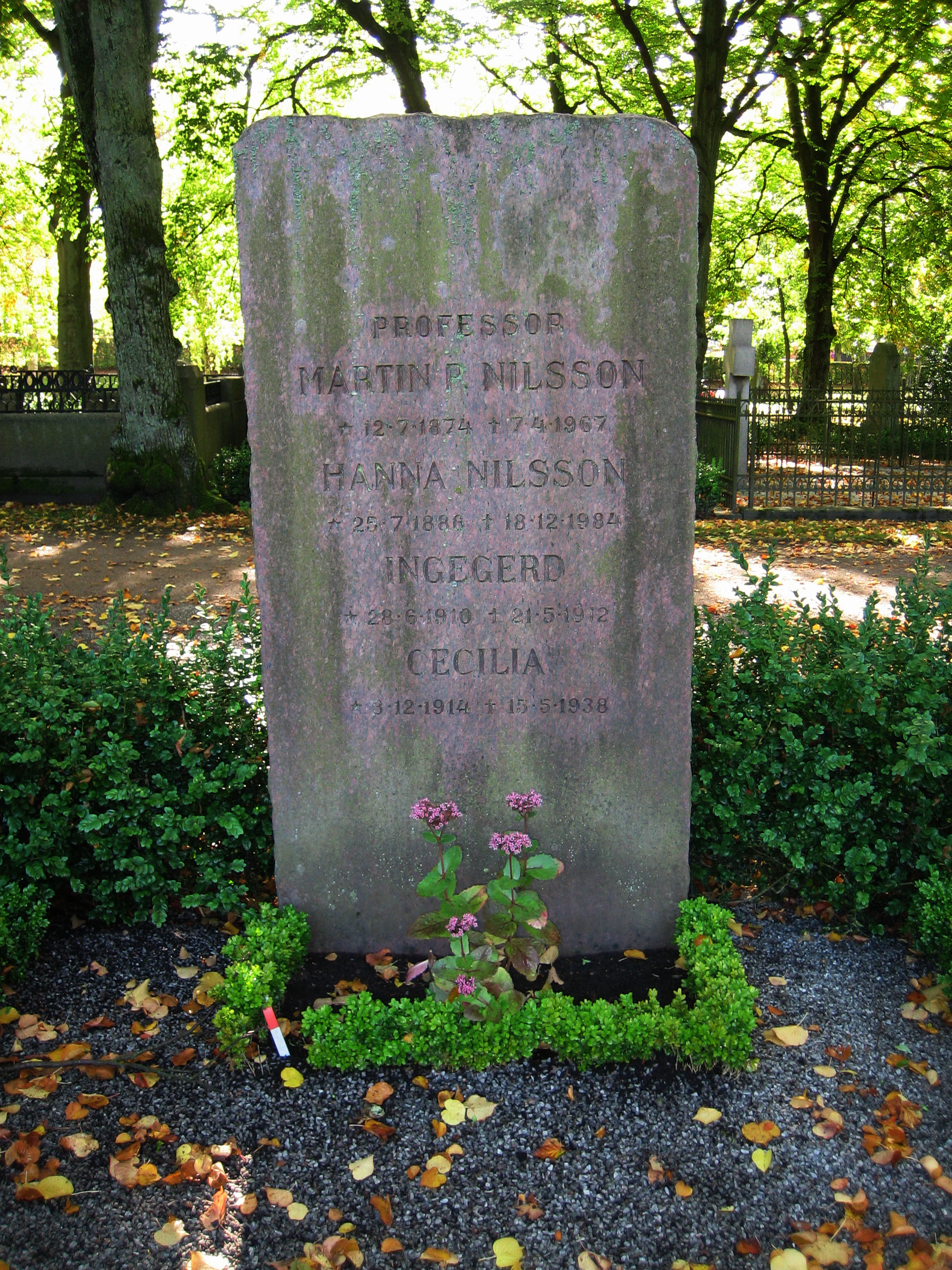
Grabstelle in Lund

Martin Persson Nilsson (* 12. Juli 1874 in Stoby, Kristianstads län, Schweden; † 7. April 1967 in Lund) war ein schwedischer Klassischer Philologe und Religionshistoriker.

## Leben
Martin P. Nilsson besuchte das Gymnasium in Kristianstad und studierte anschließend ab 1892 Klassische Philologie an der Universität Lund bei Sam Wide. 1897/98 studierte er in Basel und Berlin, unter anderem bei Jacob Wackernagel, Hermann Diels und Ulrich von Wilamowitz-Moellendorff. Nach seiner Promotion im Jahr 1900 wurde Nilsson Dozent für griechische Sprache und Literatur an der Universität Lund. 1905 bis 1907 war er Sekretär der „Schwedischen Archäologischen Mission“, die Grabungen in Lindos auf Rhodos durchführte; Nilsson bearbeitete die Amphorenstempel. Im Jahr 1909 wurde er ordentlicher Professor für Altgriechische Sprache, Klassische Archäologie und Alte Geschichte an der Universität Lund. Seine Forschungen galten fast allen Gebieten der klassischen Altertumswissenschaft, besonders der Religion des antiken Griechenland. Auch in der Ethnologie hat er Wichtiges geleistet, ebenso in der Volkskunde, vor allem der schwedischen.
Mit seiner Dissertation zu den Festen des Dionysos in Attika zeigte er bereits sein Interesse für Riten und Kulte der Griechen. Sein Buch Griechische Feste von religiöser Bedeutung mit Ausschluss der Attischen ist bis heute der umfassendste Überblick zu den religiösen Festen der Griechen außerhalb Attikas. Sein bekanntestes Werk ist die Geschichte der griechischen Religion im Handbuch der Altertumswissenschaft, die mehrere Auflagen erlebte. Für die vierte Auflage des Lehrbuch der Religionsgeschichte von Chantepie de la Saussaye schrieb er den Beitrag über die Griechen. Von großem Einfluss sind auch seine Forschungen zu den minoisch-mykenischen Wurzeln der griechischen Religion.
Nilsson war seit dem 15. März 1907 mit Hanna Stjernquist (1886–1984), der Tochter von Otto Stjernquist und dessen Frau Cecilia Tufvesson, verheiratet.

## Ehrungen
Nilsson war ab 1918 Sekretär des Kungliga Humanistiska Vetenskapssamfundet i Lund und ab 1920 Mitglied der Kungliga Vitterhets Historie och Antikvitets Akademien in Stockholm. Ab dem 7. Februar 1924 war Nilsson korrespondierendes Mitglied der Preußischen Akademie der Wissenschaften, ab 1929 Mitglied der Königlich Schwedischen Akademie der Wissenschaften, ab 1939 der British Academy ab 1940 der American Academy of Arts and Sciences und ab 1954 auswärtiges Mitglied der Académie des inscriptions et belles-lettres.

## Schriften (Auswahl)
- Studia de Dionysiis Atticis. Lund 1900 (archive.org).
- Griechische Feste von religiöser Bedeutung mit Ausschluss der Attischen. Teubner, Leipzig 1906 (archive.org).
- Griechische Feste von religiöser Bedeutung mit Ausschluss der Attischen. Teubner, Leipzig 1906 (Digitalisat). Neudruck mit Einleitung von Fritz Graf, Teubner, Stuttgart 1995, ISBN 3-519-07254-8.
- Timbres amphoriques de Lindos. Luno, Kopenhagen 1909.
- Primitiv religion. Lund 1908. Deutsch: Primitive Religion. Mohr, Tübingen 1911.
- Die volkstümlichen Feste des Jahres. Tübingen 1914 (archive.org). Schwedisch: Årets folkliga fester. Stockholm 1915.
- Daimon. Gudemagter og Psykologi hos Homer. Kopenhagen 1918 (dänisch).
- Olympen. En framställning av den klassika mytologien. Gebers, Stockholm 1919.
- Primitive time-reckoning. A study in the origins and first development of the art of counting time among the primitive and early culture peoples. Lund 1920 (archive.org).
- Den romerska kejsartiden. Norstedt, Stockholm 1921. Englische Übersetzung: Imperial Rome. Bell, London 1926.
- Den grekiska religionens historia. Stockholm 1921. Deutsch: Geschichte der griechischen Religion (= Handbuch der Altertumswissenschaft. 5. Abteilung, 2. Teil). 2 Bände, Beck München 1941–1950. 3., durchgesehene und ergänzte Auflage 1967–1974.
- Rasblandningarnas omfång och betydelse i det romerska kejsarriket. Stockholm 1923.
- Die Griechen. In: Alfred Bertholet, Edvard Lehmann (Hrsg.): Chantepie de la Saussaye, Lehrbuch der Religionsgeschichte. Band 2: Die Inder (Literatur, Buddhismus); Die Perser; Die Griechen; Die Römer; Slaven und Litauer; Germanen; Kelten. Mohr, Tübingen 1925, S. 280–417.
- The Minoan-Mycenaean religion and its survival in Greek religion (= Acta Regiae Societatis Humaniorum Litterarum Lundensis. Band 9). Gleerup, Lund 1927.
- Cults, myths, oracles, and politics in ancient Greece. With two appendices: the Ionian Phylae, the Phratries. Gleerup, Lund 1951.
- The Dionysiac mysteries of the Hellenistic and Roman age. Gleerup, Lund 1957.